# Annalisa Ericson
Annalisa Ericson (Estocolmo, 14 de septiembre de 1913-Estocolmo, 22 de abril de 2011) fue una actriz sueca de cine y teatro que participó en un total de cincuenta y ocho películas entre las décadas de 1920 y 2000.

## Biografía
Comenzó muy tempranamente sus estudios de ballet, a los seis años, en la Kungliga Svenska Balettskolan. Atraída por la carrera de actriz, abandonó el ballet y entró en el Oscarsteatern, donde desarrolló gran parte de su carrera teatral. Su primer papel protagonista tuvo lugar en 1931, en la obra Peter Pan. Luego hizo apariciones en diversas obras de teatro y de revista.
Su primera aparición acreditada en el cine fue Värmlänningarna (1932). Alternando entre revistas y películas de comedia ligera, poco a poco se fue labrando un nombre. En la década de 1940 actuó en varias comedias musicales con el actor Nils Poppe, donde la pareja se hizo conocida por sus bailes acrobáticos. Durante su carrera cinematográfica participó en una serie de thrillers policiales dirigidos por Arne Mattsson. Su último papel cinematográfico fue en Annalisa och Sven en 2004.
Casada tres veces, tuvo un hijo de su segundo matrimonio. Tras una fecunda carrera de ochenta años, Annalisa Ericson falleció el 21 de abril de 2011 en Estocolmo, a la edad de 97 años. Sus restos mortales descansan en el columbario de la iglesia de Engelbrekt.

## Filmografía (selección)
- Mälarpirater (1923)
- Fridas visor (1930)
- Brokiga Blad (1931)
- Falska miljonären (1931)
- Svärmor kommer (1932)
- Värmlänningarna (1932)
- En melodi om våren (1933)
- En natt på Smygeholm (1933)
- Atlantäventyret (1934)
- Fasters millioner (1934)
- Kungliga Johansson (1934)
- Alla tiders Karlsson (1936)
- Spöket på Bragehus (1936)
- Mamma gifter sig (1937)
- Julia jubilerar (1938)
- Kamrater i vapenrocken (1938)
- Folket på Högbogården (1939)
- Spöke till salu (1939)
- En, men ett lejon! (1940)
- Kyss henne! (1940)
- Snurriga familjen (1940)
- Gentlemannagangstern (1941)
- Hemtrevnad i kasern (1941)
- Spökreportern (1941)
- En trallande jänta (1942)
- Livet på en pinne (1942)
- Lille Napoleon (1943)
- Nyordning på Sjögårda (1944)
- Blåjackor (1945)
- En förtjusande fröken (1945)
- Trötte Teodor (1945)
- Hans Majestät får vänta (1945)
- Idel ädel adel (1945)
- Eviga länkar (1946)
- Bruden kom genom taket (1947)
- Tappa inte sugen (1947)
- Stackars lilla Sven (1947)
- Solkatten (1948)
- Greven från gränden (1949)
- Kyssen på kryssen (1950)
- Sommarlek (1951)
- Säg det med blommor (1952)
- Oppåt med Gröna Hissen (1952)
- Kronans glada gossar (1952)
- Åke klarar biffen (1952)
- Snurren direkt (1952)
- Kvinnohuset  (1953)
- Sju svarta "Be-Hå" (1954)
- I rök och dans (1954)
- Café Lunchrasten (1954)
- Mannekäng i rött (1958)
- Damen i svart (1958)
- Får jag låna din fru? (1959)
- Ryttare i blått (1959)
- Djurgårdsmässan (1959)
- Bröllopet (1976)
- Barnförbjudet (1979)
- Den ofrivillige golfaren (1991)
- Damen i handskdisken (TV-film) (1992)
- Snoken (1993)
- Annalisa och Sven (2004)